# Goszczanowo
Goszczanowo – wieś w Polsce położona w województwie lubuskim, w powiecie strzelecko-drezdeneckim, w gminie Drezdenko.

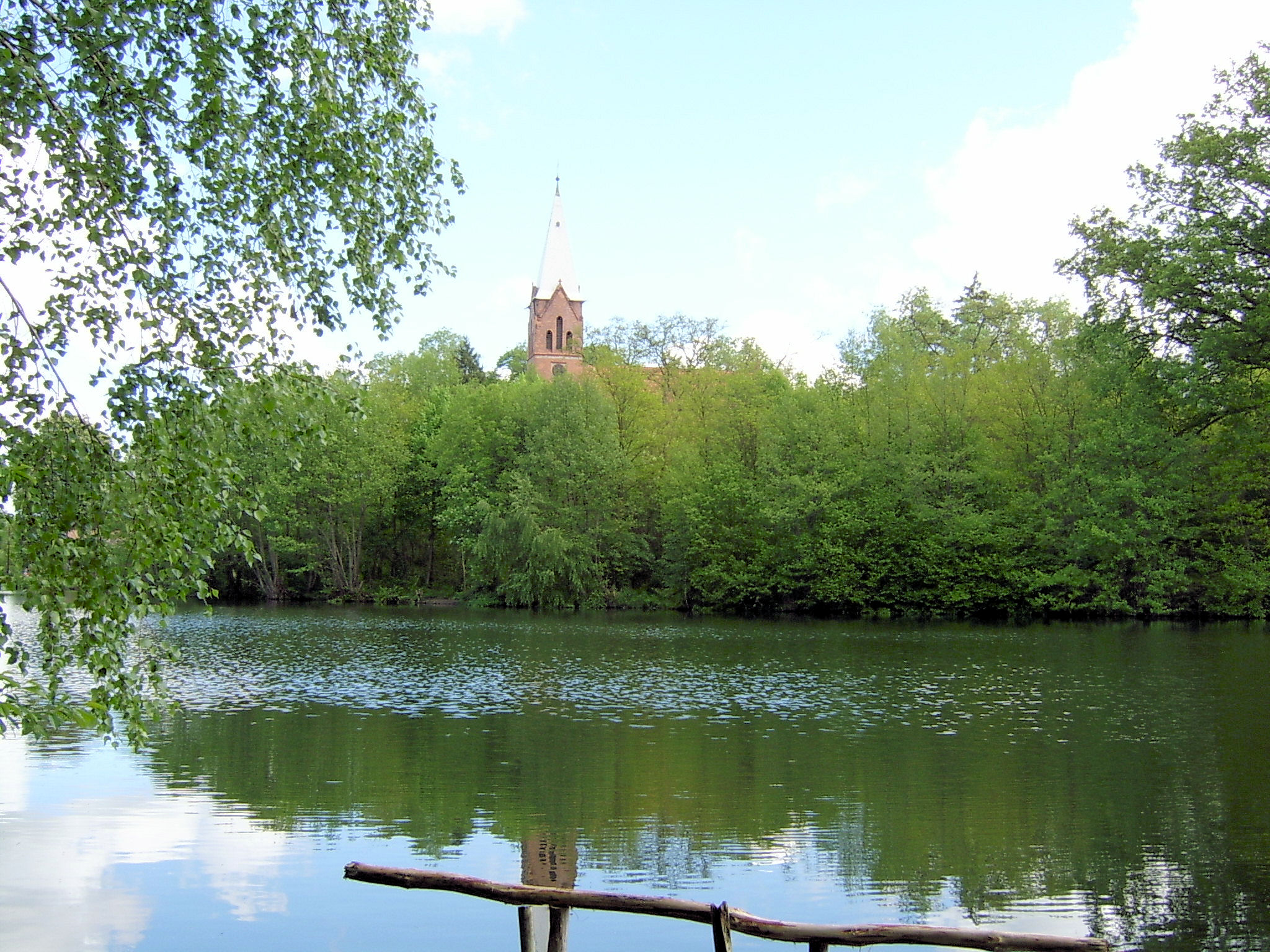
Staw Goszczanowski, w tle kościół św. Jana Vianneya

Wieś sołecka leżąca w zachodniej części gminy Drezdenko na północnym zachodzie skraju Puszczy Noteckiej, nad Goszczanowską Strugą wypływającą ze Stawu Goszczanowskiego (Jezioro Makielskie). Przez wieś przebiega szosa Skwierzyna – Drezdenko, z lokalnym odgałęzieniem do Goszczanówka.

## Historia
Stara polska osada położona na południe od Noteci, na obszarze, który już w średniowieczu został oderwany od Wielkopolski przez Brandenburgię, jednakże długo jeszcze był przedmiotem polsko-brandenburskich sporów. Ślady ciągłości osadniczej sięgają 2500 lat p.n.e. poprzez III okres epoki brązu (cmentarzysko kultury łużyckiej z lat 1300-1100 p.n.e.) po osadę z okresu kultury prowincjonalno-rzymskiej (posążek pięściarza z czasów cesarza Karakalli). W średniowieczu biegł tędy trakt z Drzenia (Drezdenka) do Skwierzyny. Niemiecka nazwa Guscht (w 1809 roku pisano jeszcze Guschte) jest niewątpliwie pochodzenia słowiańskiego. Niemiecki naukowiec dr Mucke wywodzi ją od pomorskiego imienia Chwost. Zrekonstruowana nazwa polska ma charakter patronimiczny i wiąże się z imieniem Goszcza. W 1338 roku wieś otrzymali od margrabiów Ostenowie z Drezdenka, chociaż prawnie teren należał do Polski. Jeszcze w XVII wieku Polska ponawiała roszczenia do tego obszaru. W 1641 roku rząd nowomarchijski donosił elektorowi, iż wedle twierdzeń kasztelana międzyrzeckiego, "wsie Goszczanowo, Trzebicz, Lubiatów należały się z dawien dawna do Korony Polskiej i że znowu za kilka lat do niej należeć będą".
W 1763 r. założono w Goszczanowie folwark, w 1774 r. odnotowano szkołę, a w 1809 r. osadzono królewskiego podleśnego na rewir Gościmski. Największy rozwój wsi miał miejsce na początku XX w., we wsi działał młyn i kuźnia, zbudowano linię kolejową ze Skwierzyny do Drezdenka. W czasie II wojny światowej istniał tu obóz jeniecki.
W latach 1954–1957 wieś należała i była siedzibą władz gromady Goszczanowo, po jej zniesieniu w gromadzie Gościm. W latach 1975–1998 miejscowość administracyjnie należała do województwa gorzowskiego.
W miejscowości był przystanek kolejowy Goszczanowo.

## Zabytki
- dwór szachulcowy z końca XVIII w., obecnie dom nr 4
- neogotycki kościół filialny pw. Świętego Jana Vianneya
- częściowo zachowana zabudowa z przełomu XIX i XX w.